# Julia Gorman
Julia Gorman é uma atriz brasileira. Ela iniciou seus estudos de interpretação em 1998, no Grupo NAIPE de Teatro, e desde então atua em teatros e produções audiovisuais.
É atriz, cantora e diretora. Graduada em Direção Teatral na UFRJ em 2014,  estudou interpretação com os diretores Daniel Herz, Susanna Krugger, Eleonora Fabião, Roumer Canhães, Eduardo Milewicsz e Márcio Libar. No teatro participou de diversas montagens, destacando-se: “Tom e Vinícius, o Musical” de Daniel Herz (2009), “Do Artista Quando Jovem”, baseado no romance de James Joyce e dirigido por Marco André Nunes (2010), “HAIR” de Charles Moeller e Cláudio Botelho (2011),  “Funk Brasil- 40 anos de Baile” de Joana Lebreiro, Mundo Grampeado, Uma Ópera Tecno-Tosca” de Marcus Galiña (2013), “Kalocaína” de Michel Bercovitch (2013) “Casarão ao Vento” de Marco André Nunes (2014) e protagonizou “ A Borralheira, Uma Opereta Brasileira” de Fabianna de Mello e Souza,  premiado como Melhor Produção e Música no Prêmio Zilka Salaberry de 2013. Na TV integrou o elenco das séries “ Cara Metade” (2011) e “Meu Passado Me Condena” (2012), ambas do Mutishow e “Amor Veríssimo” (2013) no GNT. No cinema se destacam seus trabalhos nos longa-metragens: “PodeCrer!” de Arthur Fontes ( 2007) e “Giovanni Improtta” de José Wilker (2013).

## Trabalhos no cinema
- Duda em Podecrer![1]
- Patrícia Maciel em Giovanni Improtta.
- Apenas o Fim.[2]
- Renata em A Suspeita

## Trabalhos na televisão
- Ex-mulher em Meu Passado Me Condena.[3]
- Marisa em Sob Pressão.

## Trabalhos no teatro
- Sonho de uma noite de verão, dirigida por Cássia Foureaux.[1]
- A megera domada, dirigida por Susanna Kruger.[1]
- A Glória de Nelson, de Daniel Herz.[1]
- Salomé, dirigida por Nathália Caetano.[1]